# Issam Sharafeddine
Issam Sharafeddine (arabisch عصام شرف الدين, DMG ʿIṣām Šaraf ad-Dīn; * 1954 in Aley, Libanongebirge) ist ein libanesischer Unternehmer. Seit September 2021 ist er Minister für Vertriebene in der Regierung Nadschib Miqati.

## Leben und Wirken
Issam Sharafeddine war ursprünglich Apotheker, der 1976 seinen Abschluss an der Amerikanischen Universität in Beirut (AUB) gemacht hatte. Er wechselte schließlich den Beruf, um ein Unternehmen – Sharafeddine Industrial Laboratories – zu gründen, das Seifen, Reinigungsmittel und Kosmetik herstellte. Chehayeb ist seit 1991 Mitglied der Association of Libanese Industrialists. Derzeit ist er Vizepräsident des Syndikats der Chemischen Industrie. Er war auch Gründungsvorsitzender der Industriallenverbands in Aley. gehört der drusischen Bevölkerungsgruppe an und ist seit 1991 Berater des drusischen Politikers Talal Arslan, eines Gegners des libanesischen Drusenführers Walid Joumblatt.